# 東新ビル
東新ビル（とうしんビル）は、かつて東京都港区新橋一丁目に建っていた建築物である。

## 歴史
以前は東電旧館があった場所で、1980年に同館が解体された後に建築され、1983年に竣工した。所有・管理は東電不動産。完成年より日本原子力産業協会が入居していたほか、1階には東京電力原子力情報コーナーが開設されていた。就業者数は約800人。
2011年3月の福島第一原子力発電所事故を受け、賠償金の原資を確保するため、2012年に入札を実施。250億円でNTT都市開発に売却されることが決定した。日本原子力産業協会は虎ノ門琴平タワー、東電原子力情報コーナーは新幸橋ビルディングに移転し、本ビルは2014年に解体された。その後、NTT都市開発によりアーバンネット内幸町ビルが建設された。

## 建築
レンガ風タイル張りで、斜線制限を受け上層部には傾斜が付けられていた。館内には柔剣道場があり、原子力剣道大会が開催されたこともあった。地下1～2階は、駐車場やデータセンターとして使われていた。